# Ричкі (гміна Гарасюкі)
Ричкі (пол. Ryczki) — село в Польщі, у гміні Гарасюки Ніжанського повіту Підкарпатського воєводства. Населення — 90 осіб (2011).

## Історія
За даними етнографічної експедиції 1869—1870 років під керівництвом Павла Чубинського, у селі переважно проживали українськомовні греко-католики, меншою мірою — польськомовні римо-католики.
У 1975—1998 роках село належало до Тарнобжезького воєводства.

## Демографія
Демографічна структура станом на 31 березня 2011 року:
|          | Загалом | Допрацездатний вік | Працездатний вік | Постпрацездатний вік |
| -------- | ------- | ------------------ | ---------------- | -------------------- |
| Чоловіки | 43      | 10                 | 24               | 9                    |
| Жінки    | 47      | 11                 | 22               | 14                   |
| Разом    | 90      | 21                 | 46               | 23                   |